# Хай живе Сіско Кід
Хай живе Сіско Кід (англ. Viva Cisco Kid) — американський вестерн режисера Нормана Фостера 1940 року.

## Сюжет
Сіско рятує диліжанс від пограбування і викрадає одного з пасажирів, чий батько перебуває в змові із злочинцями, які планують вбити його.

## У ролях
- Сесар Ромеро — Сіско Кід
- Джин Роджерс — Джоан Аллен
- Кріс-Пін Мартін — Гордіто
- Майнор Вотсон — Джессі Аллен
- Стенлі Філдс — Бос
- Найджел Де Брулір — Мозес
- Гарольд Гудвін — Хенк Гюнтер
- Френсіс Форд — власник
- Чарльз Джуделс — дон Панчо